# SV40
SV40 (Simijan virus 40, Simijan vakuolirajući virus 40) je poliomavirus koji je nađen kod majmuna i ljudi. Poput drugih poliomavirusa, SV40 je DNK virus koji potencijalno može da uzrokuje tumore, ali se najčešće održava u obliku latentne infekcije.
SV40 je postao veoma kontroverzna tema nakon što je otkriveno da su milioni ljudi bili izloženi virusu primanjem kontaminirane polio vakcine.

## Spoljašnje veze
- Simijan virus 40 i Polio vakcina
- Simian+virus+40 на 